# 毛罗·罗曼
毛罗·罗曼（義大利語：Mauro Roman，1954年3月27日—），意大利男子马术运动员。他曾代表意大利参加1980年夏季奥林匹克运动会马术比赛，获得团体三日赛银牌。